# Unité urbaine de Vernantes
L'unité urbaine de Vernantes est une unité urbaine française qui fait partie du département de Maine-et-Loire et de la région Pays-de-la-Loire.

## Données globales
En 2010, selon l'Insee, l'unité urbaine de Vernantes était composée de deux communes, toutes les deux situées dans le département de Maine-et-Loire, plus précisément dans l'arrondissement de Saumur.
Dans le nouveau zonage de 2020, le périmètre est inchangé.

## Délimitation de l'unité urbaine en 2020
L'unité urbaine de Vernantes est composée de deux communes :
| Nom                      | Code Insee | Département    | Statut       | Superficie (km2) | Population (dernière pop. légale) | Densité (hab./km2) | Modifier                                    |
| ------------------------ | ---------- | -------------- | ------------ | ---------------- | --------------------------------- | ------------------ | ------------------------------------------- |
| Vernantes (ville-centre) | 49368      | Maine-et-Loire | ville-centre | 40,77            | 2 006 (2022)                      | 49                 | modifier les données · modifier les données |
| Vernoil-le-Fourrier      | 49369      | Maine-et-Loire | banlieue     | 33,10            | 1 330 (2022)                      | 40                 | modifier les données · modifier les données |

## Évolution démographique
L'évolution démographique ci-dessus concerne l'unité urbaine selon le périmètre défini en 2020.
| 1968  | 1975  | 1982  | 1990  | 1999  | 2009  | 2014  | 2021  |
| ----- | ----- | ----- | ----- | ----- | ----- | ----- | ----- |
| 3 186 | 3 047 | 3 064 | 3 045 | 3 066 | 3 202 | 3 248 | 3 269 |

## Pour approfondir